# Horen I (ormiański patriarcha Konstantynopola)
Horen I (ur. ?, zm. ?) – w latach 1888–1894 74. ormiański Patriarcha Konstantynopola.